# Услужни софтвер
Помоћни програм (такође, помоћни софтвер, услужни програм, програмска алатка, алатка или услужна функција) је софтвер пројектован у сврху помагања приликом подешавања функција хардвера, оперативног система, или апликативног софтвера. Његове функције се своде на извршавање једног, односно ограниченог броја задатака. Сваки оперативни систем, или апликативни програм, има одређени број помоћних програма. 